# کاندیدای علوم

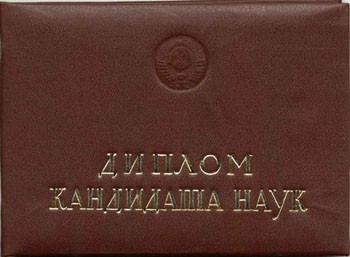
جلد دیپلم کاندیدای علوم شوروی

مدرک دکترای علوم  یک مدرک تحقیقاتی دانشگاهی معادل دکترا است که توسط اتحاد جماهیر شوروی تأسیس شد. از دهه ۱۹۹۰، این مدرک در بسیاری از کشورهای اروپای مرکزی و شرقی پس از فروپاشی شوروی با مدرک دکترای فلسفه جایگزین شده است، اما هنوز در برخی دیگر، به ویژه روسیه، ارائه می‌شود. این مدرک رسماً توسط یونسکو به عنوان سطح ۸ رده‌بندی استاندارد بین‌المللی تحصیلات طبقه‌بندی شده است: دکترا یا معادل آن. در کشورهایی که مدرک دکترای علوم اعطا می‌کنند، معمولاً مدرک پیشرفته‌تر، دکترای علوم، به عنوان دکترای عالی اعطا می‌شود.
مدرک کاندیدای علوم ممکن است توسط مؤسسات علمی در کشورهای دیگر به عنوان دکترای فلسفه، معمولاً در علوم طبیعی، شناخته شود.

## نمای کلی
این مدرک در اتحاد جماهیر شوروی توسط شورای کمیسرهای خلق اتحاد جماهیر شوروی در ۱۳ ژانویه ۱۹۳۴ معرفی شد، تمام مدارک، رتبه‌ها و عناوین قبلی پس از انقلاب اکتبر ۱۹۱۷ لغو شده بودند، که تمایزات و رتبه‌های دانشگاهی را به عنوان بقایای نابرابری سرمایه‌داری می‌دانست که باید برای همیشه حذف شوند. معرفی مدرک کاندیدای علوم همچنین برخی از مدارکی را که قبل از ۱۹۱۷ در روسیه تزاری و جاهای دیگر کسب شده بود، دوباره به رسمیت شناخت.
برای اخذ مدرک کاندیدای علوم، فرد باید مدرک کارشناسی ارشد (Magistr) یا دیپلم تخصصی داشته باشد که هر دو در این سیستم یک یا (معمولاً) دو ساله هستند. هر دوی این پیش‌نیازها، مدارک پس از لیسانس (Bakalavr) هستند. مدرک کاندیدای علوم مستلزم حداقل سه سال تحصیل تمام وقت است که طی آن فرد باید تحقیقات پیشرفته و اصیل خود را در موضوعی که مهم تلقی می‌شود یا پتانسیل اقتصادی یا نظامی عملی دارد، انجام داده و منتشر کند.
برای دستیابی به رتبه استاد تمامی در کشورهایی که مدرک کاندید علوم اعطا می‌کنند، مدرک دکترای علوم نیز مانند مدرک توانبخشی در آلمان مورد نیاز است. این امر گاهی در ایالات متحده و بریتانیا نیز صادق است، که در آنها علاوه برداشتن مدرک دکترا (پی‌اچ‌دی)، باید حجمی از تحقیقات بیشتر نیز ارائه شود.

## مراحل اخذ مدرک
کار روی پایان‌نامه معمولاً در طول دوره تحصیلات تکمیلی به نام آسپیرانتورا انجام می‌شود. از همه کسانی که آسپیرانتورا را انجام می‌دهند، برای نوشتن پایان‌نامه دعوت نمی‌شود. وضعیت مشابهی را می‌توان در موسسات آمریکایی یافت که در آن، پس از امتحانات جامع، دانشجو ممکن است مدرک کارشناسی ارشد نهایی را دریافت کند و دیگر با پایان‌نامه ادامه ندهد. آسپیرانتورا در یک مؤسسه آموزشی (مانند دانشگاه) یا یک مؤسسه تحقیقات علمی (مانند موسسه‌ای از شبکه آکادمی علوم روسیه) انجام می‌شود. همچنین می‌تواند بدون ارتباط مستقیم با آکادمی انجام شود. در موارد استثنایی، مدرک کاندیدای علوم ممکن است صرفاً بر اساس آثار علمی منتشر شده اعطا شود. در علوم تجربی، پایان‌نامه بر اساس یک پروژه تحقیقاتی مستقل است که تحت نظارت یک استاد انجام می‌شود و نتایج آن باید حداقل در سه مقاله در مجلات علمی معتبر منتشر شود.
پایان‌نامه در مقابل کمیته‌ای به نام شورای پایان‌نامه ارائه (دفاع) می‌شود که در مؤسسه آموزشی یا علمی معتبر است. این شورا متشکل از حدود ۲۰ عضو است که متخصصان برجسته (از جمله دانشگاهیان) در زمینه پایان‌نامه هستند و برای خدمت در این سمت انتخاب و توانمند شده‌اند. خلاصه پایان‌نامه باید قبل از دفاع عمومی به صورت ارجاع (اتورفرات) منتشر شود، حدود ۱۵۰ تا ۲۰۰ نسخه از آن در سازمان‌های تحقیقاتی و کتابخانه‌های بزرگ توزیع می‌شود. متقاضی مدرک باید یک سرپرست رسمی تحقیق داشته باشد. پایان‌نامه باید همراه با معرفی‌نامه‌های رسمی چندین داور، که «مخالفان» نامیده می‌شوند، ارائه شود. در روشی به نام دفاع از پایان‌نامه، پایان‌نامه در مقابل کمیسیون خلاصه می‌شود و پس از آن سخنرانی‌هایی از مخالفان یا قرائت معرفی‌نامه‌های آنها انجام می‌شود. سپس متقاضی به نظرات مخالفان پاسخ می‌دهد و به سؤالات اعضای شورا پاسخ می‌دهد.
اگر دفاع موفقیت‌آمیز باشد (با رأی مخفی اعضای شورا و با اکثریت دو سوم آرا تأیید شود)، پایان‌نامه و تأیید آن به هیئت مرکزی ایالتی به نام کمیسیون عالی گواهی یا به مرجع مشابهی در سایر کشورهای مربوط ارسال می‌شود که باید مدرک را تأیید کند. با این حال، از دهه ۲۰۱۰، شوراهای پایان‌نامه که در برخی از برنامه‌های آموزشی مشهور جهان مانند دانشگاه‌های دولتی مسکو و سن پترزبورگ و همچنین مراکز تحقیقاتی سطح بالا تأیید شده‌اند، از الزام ارسال پایان‌نامه‌های دفاع‌شده به واک برای تأیید معاف هستند. تا سال ۲۰۲۱، ۲۹ سازمان معاف از این قانون وجود داشته است (لیست کامل).

## تغییرات

### چکسلواکی سابق
در چکسلواکی کاندید و دکترای علوم (چکی: Kandidát věd , اسلواکی: Kandidát vied مدارک تحصیلی دقیقاً پس از نظام شوروی از طریق قانون ۶۰/۱۹۵۳ که در سال ۱۹۵۳ تصویب شد، مدل‌سازی شدند؛ بنابراین، شرایط لازم برای اخذ این مدرک مشابه شرایط اتحاد جماهیر شوروی بود. از آنجایی که تمام مؤسسات تحقیقاتی دانشگاهی برتر چکسلواکی پس از کودتای کمونیستی در سال ۱۹۴۸ منحل شدند، مرجع عالی دانشگاهی، آکادمی علوم چکسلواکی بود که در سال ۱۹۵۳ تأسیس شده بود. این مدرک همچنین می‌توانست توسط آکادمی علوم و دانشگاه‌های اسلواکی اعطا شود.
مخفف مدرک سی اس سی است. (لاتین: candidatus scientiarum)، بعد از یک ویرگول، پشت نام حامل اضافه می‌شود.
مدارک تحصیلی دیگری نیز در چکسلواکی و ایالت‌های تابعه آن وجود داشته است که مخفف «دکتر» را در خود جای داده‌اند، مانند:
- JUDr. (لاتین: juris utriusque doctor , انگلیسی: Doctor of Law , چکی: doktor práv , اسلواکی: doktor práv)
- دکتری (لاتین: philosophiae doctor , انگلیسی: Doctor of Philosophy , چکی: doktor filosofie , اسلواکی: doktor filozofie)
- RNDr. (لاتین: rerum naturalium doctor , انگلیسی: Doctor of Natural Sciences , چکی: doktor přírodních věd , اسلواکی: doktor prírodných vied)

و موارد دیگر. این مدارک دکترا را نباید با مدرک دکترا اشتباه گرفت، اگرچه دارندگان آن «دکتر» خطاب می‌شوند. متقاضیان به مدرک کارشناسی ارشد (۵ سال به بالا) یا مدرکی معادل آن با نمرات عالی نیاز دارند. این مدرک قبل از نام افراد ذکر می‌شود و پس از نوشتن یک پایان‌نامه دقیق ۵۰٬۰۰۰ تا ۸۰٬۰۰۰ کلمه‌ای و دفاع از آن در آزمون آزمون شفاهی در حداقل ۲–۳ رشته مرتبط با مطالعات دکترا اعطا می‌شود.
- MUDr. (لاتین: medicinae universae doctor) یک مدرک «دکترای پزشکی» معادل دکترای پزشکی آمریکای شمالی است که پس از ۶ سال تحصیل دانشگاهی اخذ می‌شود.
- MVDr. (لاتین: medicinae veterinariae doctor) یک "دکتر دامپزشکی " شبیه به دامپزشک است.
- RSDr. (لاتین: rerum socialium doctor) یک شبه مدرک تحصیلی بود که منحصراً به مأموران حزب کمونیست چکسلواکی (KSČ) در دوران کمونیسم اعطا می‌شد، چه از دانشکده سیاسی کمیته مرکزی حزب کمونیست چکسلواکی «فارغ‌التحصیل» شده باشند و چه نه. موضوع اصلی تدریس شده مارکسیسم-لنینیسم بود و برای اخذ این مدرک نیازی به اتمام حتی دوره متوسطه نبود. اخذ مدرک آر اس دی آر. در برخی از دانشگاه‌های نظامی نیز امکان‌پذیر بود، اما برخلاف مورد قبلی، متقاضی باید امتحانات بیشتری را پشت سر می‌گذاشت.

### اسلواکی
مدرک کاندیدای علوم در سال ۱۹۹۶ لغو و با دکترا جایگزین شد. (اسلواکی: doktor، به لاتین: philosophiae doctor). الزامات مشابه سیستم چک است.

### لهستان
از دوران قرون وسطی، سنت لهستانی این بود که به هر مدرک دکترا معادل دکتر (doctor) گفته شود، اگرچه برای مدت کوتاهی بین سال‌های ۱۹۵۱ تا ۱۹۵۸، دولت کمونیستی سعی کرد عنوان دکتر را با کاندیدای علم جایگزین کند تا از مدل شوروی پیروی کند.

### اتحاد جماهیر شوروی سابق، روسیه، بلاروس

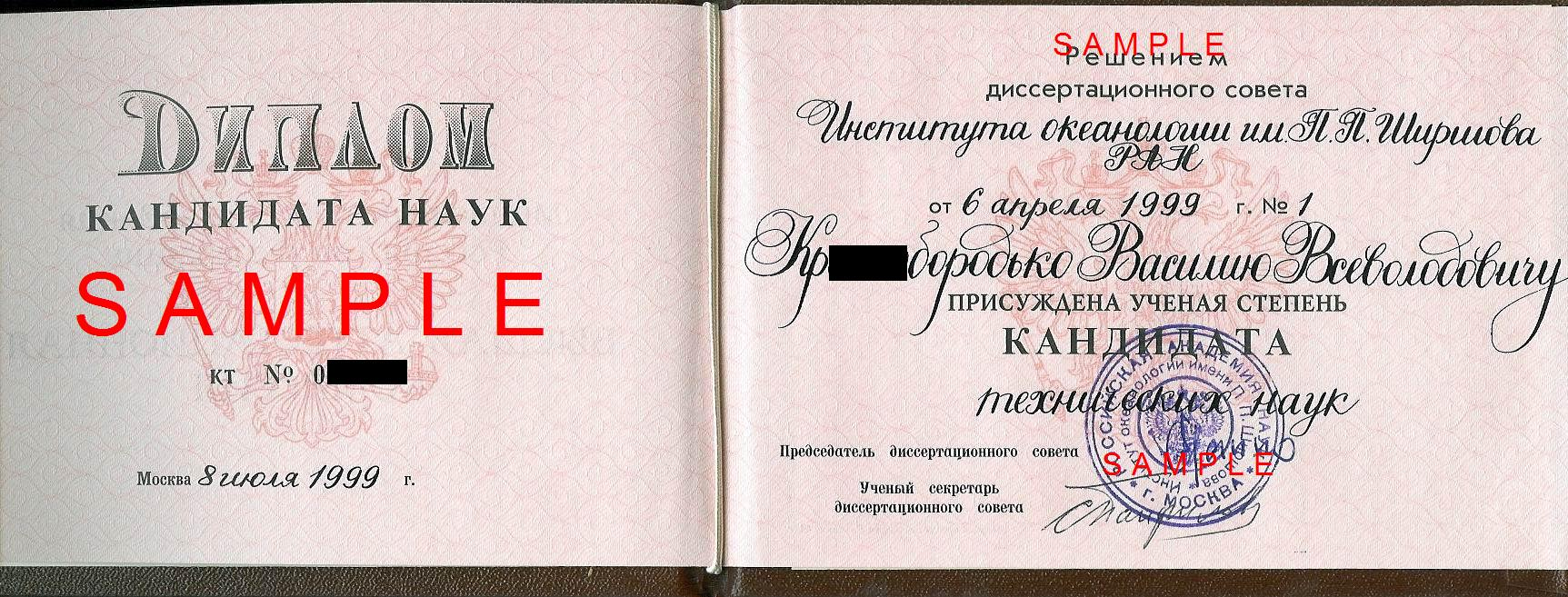
نمونه‌ای از محتوای دیپلم مدرن کاندیدای علوم (در اینجا، کاندیدای علوم مهندسی)، ۱۹۹۹

در اتحاد جماهیر شوروی، حداقل سه مقاله علمی اصلی منتشر شده و/یا ارائه شده برای تکمیل لازم است. حداقل یک مقاله باید در یکی از مجلات فهرست شده توسط کمیسیون ارزیابی عالی (واک) وزارت علوم روسیه منتشر شود. در بلاروس، هر سه نشریه باید در مجلات فهرست شده توسط واک منتشر شوند.
در سال ۱۹۷۱، ۲۴۹۲۰۰ دانشمند دارای مدرک کاندیداتوری بودند.
طبق دستورالعمل‌های رسمی برای به رسمیت شناختن مدارک تحصیلی روسیه در سایر کشورها، در کشورهایی که سیستم دو مرحله‌ای مدرک دکترا دارند، مدرک کاندیدای علوم باید معادل سطح اول مدرک دکترای آن کشور در نظر گرفته شود. در کشورهایی که فقط یک مدرک دکترا دارند، مدرک کاندیدای علوم باید معادل این مدرک در نظر گرفته شود.

### قزاقستان
قزاقستان پیش از این از سیستم مدرک دانشگاهی دو سطحی شوروی پیروی می‌کرد که شامل مدرک کاندیدای علوم (قزاقی: ғылым кандидаты می‌شد) و دکترای علوم (قزاقی: ғылым докторы) توسط کمیسیون عالی گواهی تحت نظر وزارت آموزش و علوم قزاقستان (VAK RK) اعطا و به رسمیت شناخته می‌شود. پس از پیوستن این کشور به فرایند بولونیا در سال ۲۰۱۰، قزاقستان به سیستم مدرک نهایی روی آورد، که رسماً مدرک کاندیدای علوم را در سال ۲۰۱۱ از طریق دستور شماره ۱۲۷ توسط وزیر آموزش و علوم لغو کرد: در مورد تصویب قوانین اعطای مدارک تحصیلی. سیستم جدید اکنون دکترای فلسفه (قزاقی: доктор را به رسمیت می‌شناسد) و دکترای تخصصی، مطابق با استانداردهای بین‌المللی.
اگرچه مدرک کاندیدای علوم دیگر اعطا نمی‌شود، اما افرادی که این مدرک را دارند، بسته به رشته و مؤسسه آموزشی، همچنان می‌توانند به خاطر دستاوردهای علمی خود در قزاقستان مورد تقدیر قرار گیرند.

### اوکراین
در سال ۲۰۱۴، با تصویب قانون جدید آموزش عالی اوکراین، مدرک کاندیدای علوم با مدرک دکترای فلسفه جایگزین شد. طبق قانون جدید، مدرک کاندیدای علوم معادل دکترا است. این اطلاعات در دیپلم‌های کاندیدای علوم صادر شده پس از سال ۲۰۱۴ گنجانده شده است.
در سال ۲۰۱۵، دانشجویان تحصیلات تکمیلی برای آخرین بار در برنامه‌های کاندیدای علوم ثبت‌نام کردند. فرم «کاندیدای علوم» (مفرد) در صفحه انگلیسی دیپلم‌های دوزبانه کاندیدای علوم که پس از سال ۲۰۱۴ صادر شده‌اند، استفاده می‌شود (تا سال ۲۰۱۴، دیپلم‌های کاندیدای علوم در اوکراین فقط شامل متن اوکراینی بودند).
از سال ۲۰۲۴، کسانی که تا سال ۲۰۱۵ در برنامه‌های کاندیدای علوم ثبت‌نام کرده بودند، همچنان می‌توانند از پایان‌نامه‌های خود دفاع کرده و مدرک کاندیدای علوم را دریافت کنند.

## رشته‌های علوم
بسته به تخصص و تحقیقات انجام شده در پایان‌نامه، یک دانشجو در روسیه می‌تواند در یکی از زمینه‌های زیر مدرک دکترای علوم (Candidate of Sciences) دریافت کند:
- علوم کشاورزی (مخفف: к. с. -х. н.);
- معماری (مخفف: к. арх.);
- نقد هنری (خلاصه: к. иск.);
- علوم زیستی (اختصار: к. б. н.)؛
- علوم شیمیایی (مخفف: к. х. н.);
- فرهنگ‌شناسی (مخفف: к. культ.);
- علوم اقتصادی (خلاصه: к. э. н.);
- علوم مهندسی (مخفف: к. т. н.);
- علوم جغرافیایی (مخفف: к. геогр. н.);
- علوم زمین‌شناسی- کانی‌شناسی (مخفف: к. г. -м. н.) [در اتحاد جماهیر شوروی، روسیه، و بلاروس] یا علوم زمین‌شناسی (مخفف: к. геол. н.) [در اوکراین];
- علوم تاریخی (خلاصه: к. ист. н.);
- علوم حقوقی (خلاصه: к. ю. н.);
- علوم پزشکی (مخفف: к. м. н.);
- علوم نظامی (مخفف: к. воен. н.);
- علوم تربیتی (خلاصه: к. пед. н.);
- علوم دارویی (مخفف: к. фарм. н.);
- علوم فیلولوژیکی (مخفف: к. филол. н.);
- علوم فلسفی (مخفف: к. филос. н.);
- علوم فیزیک و ریاضی (مخفف: к. ф. -м. н.);
- علوم سیاسی (خلاصه: к. полит. н.);
- علوم روان‌شناسی (مخفف: к. пс. н.);
- علوم جامعه‌شناسی (مخفف: к. соц. н.);
- اداره دولتی (مخفف: к. н. держ. упр.) [فقط در اوکراین]؛
- الهیات (مخفف: к. богосл.) [فقط در روسیه]؛
- علوم دامپزشکی (مخفف: к. ветеринар. н.).

برخی از تخصص‌ها، بسته به حوزه موضوعی غالب پایان‌نامه، امکان اعطای مدرک تحصیلی در چندین شاخه علمی را به داوطلب می‌دهند؛ مثلاً، تخصص ۰۲٫۰۰٫۰۴ (شیمی فیزیک) می‌تواند به کاندیدای علوم فیزیک، فنی یا شیمیایی اعطا شود. با این حال، برای هر پایان‌نامه، فقط یک شاخه از علوم می‌تواند انتخاب شود.
1. ↑  روسی: кандидат наук، آوانگاری: kandidat nauk, اوکراینی: кандидат наук، آوانگاری: kandydat nauk, قزاقی: ғылым кандидаты، آوانگاری: ğylym kandidaty, بلاروسی: кандыдат навук، آوانگاری: kandydat navuk, چکی: kandidát věd, اسلواکی: kandidát vied